# American Spy
American Spy (In the Company of Spies) è un film per la televisione statunitense di genere spionistico del 1999 diretto da Tim Matheson.

## Trama
L'agente della CIA Dale Beckman viene arrestato e accusato di essere una spia per i terroristi. Per scagionare il loro agente, la CIA reclutano Kevin Jefferson, un ex agente per creare così una squadra per salvare l'operazione prima che sia troppo tardi.